# Flavius Severinus
Flavius Severinus war ein spätantiker römischer Politiker in der zweiten Hälfte des 5. Jahrhunderts n. Chr. 
Über sein Leben ist relativ wenig bekannt, die Abstammung von einer vornehmen stadtrömischen Familie, die enge Beziehungen zur senatorischen Elite unterhielt, ist aber möglich. Der Aussage des Sidonius Apollinaris zufolge hatte er jedenfalls die vorangegangenen politischen Wirren im Weströmischen Reich gemeistert und mehreren Kaisern gedient. Er bekleidete im Jahr 461 das Konsulat für den Westteil des Reiches und ist wohl zwischen 482 und 490 verstorben.
Friedrich Lotter hat sich in mehreren Arbeiten bemüht, Severin von Noricum mit dem besagten Konsul gleichzusetzen. Lotter zufolge musste der Konsul nach dem Sturz des von ihm unterstützten Kaisers Majorian im Jahr 461 ins Ostreich emigrieren, bevor er nach 467 in den Westen zurückkehrte. Nun agierte er jedoch nicht mehr als offizieller Amtsträger Westroms und lehnte sich nach 476 sogar ganz an die germanischen Nachfolgeherrscher im Westen an. Lotter betont, dass der Konsul der einzige bekannte Träger des Namens Severinus sei, der mit dem Heiligen Severin identifiziert werden könne und keine stichhaltigen Argumente dagegen sprächen, wenngleich es eine Hypothese bleiben müsse.
Zwar haben einige Forscher Lotter zugestimmt, doch die Mehrheit der Forschung lehnt die These bis heute ab. Dagegen spricht unter anderem, dass der Konsul Flavius Severinus noch in der Zeit Odoakers (476/83, also nach dem Ende des weströmischen Kaisertums) indirekt in Rom belegt ist, wo ein Dauersitzplatz im Kolosseum auf diesen Namen reserviert war. Allerdings besteht die Möglichkeit, dass sich die entsprechende Beschriftung auf Severinus iunior bezieht (vermutlich der Sohn des Flavius Severinus), den Konsul des Jahres 482.